# Delphacodes sibirica
Delphacodes sibirica är en insektsart som först beskrevs av Kusnezov 1929.  Delphacodes sibirica ingår i släktet Delphacodes och familjen sporrstritar. Inga underarter finns listade i Catalogue of Life.